# يحيى بن العياش
يَحْيَىٰ بْنُ ٱلْعَيَّاشِ هو مؤسس إمارة آل عياش وأوّل أُمراء آل عياش.

### فِهرِس المراجع
1. ↑  المديرس (2002)، ص. 80.

### بَيانات المراجع
الكُتُب مُرتَّبة حَسب تاريخ النَّشر
- عبد الرحمن بن مديرس المديرس (2002). الدولة العُيُونيَّة في البَحْرَيْن: 469-636هـ/1076-1238م. الرياض: دارة الملك عبد العزيز. ISBN:9960-693-81-3. LCCN:2003346798. OCLC:52358413. OL:20126399M. QID:Q118072568.

| يحيى بن العياش |                         |                    |
| سبقه --        | أُمراء آل عيّاش 1067-1076 | تبعه زكريا بن يحيى |